# ミリオンの○×△□
『ミリオンの○×△□』（ミリオンのスペル）は、金田一蓮十郎による日本の漫画作品。『月刊少年ガンガン』（スクウェア・エニックス）にて、2010年3月号から2012年8月号まで連載された。話数単位はbug.○（○に数字）。

## あらすじ
亡くなった祖父の持ち物を整理していた主人公・目（さがん）は、謎の真っ黒な本を見つける。その中からは魔法で何でも願いを叶えてくれるという謎の生き物が出てきた。

## 登場人物

### 主要人物
結城目（ゆうき さがん）
本編の主人公。どこにでもいる平凡な中学2年生だったが、亡くなった祖父の持ち物からミリオンを呼び出してしまう。ひょんなことからクラスメイトで好意を寄せている山田を生き人形にしてしまい、彼女を元に戻すために魔法を学ぶことになる。
クリスエス学院では、ミリオンの魔法を使ったために文句なしのトップクラス入りとなる。
ゲームをやっている(文章で説明が表示されるのに慣れてしまっている)所為か、わざわざ説明されないと話の核心に気づかないなど、理解力に乏しい面を見せる。
山田が暴走した結果、一部のクラスメイトなどには山田と付き合っていると思われている。
ニュースへの関心が薄く、めぐみたちに指摘されるまで誘拐事件が魔法がらみだと気づかなかった。
ミリオン
自称大魔導士。さがんの祖父が持っていた黒い本の中から出てきた謎の生き物。陽炎のような姿をしている。左目を閉じているが、悪い本性を見せるときは怖い顔になるとともに開く。
名前は所有者が決めることになっており、さがんの祖父が以前の所有者だった。基本的に所有者以外の人間には姿が見えないが、動物には見えるらしい。苦手なものは犬。
あっけらかんとしたかなり適当な性格だが、さがんにわざと生き人形の魔法を使わせて楽しむなど、その本性は計り知れない。魔法の実力は相当なもので、嫌いな人間を口内炎にかからせる程度のものから、スカーレットを驚かせるような強力な魔法まで使いこなせる。
さがんの祖父に「本の中で待っている」ように言われずっと待っていたが、そのまま忘れさられてしまったため強い孤独を感じ、一緒に遊んでくれる人間を探していた。一緒にいる陽炎のようなものは、孤独感を紛らすためにミリオンが作り出した自らの分身である。
4巻では人型（外見年齢は8歳）に変身できるという能力を披露した。ただし、この姿になるとさがんに返しがいってしまうらしく、最後には倒れてしまった。ちなみに、普段のときは不明だが、人型時の性別は女性。この姿になると他の人にも姿が見えるようになる。通常のリズムで術を使いつつ、ステップで別のリズムを刻むことで同時に違う術を発動させることが可能。この際、まるで踊っているように見える。
後に、祖父の人物像と持ち主だったという人物の人物像が異なることから、さがんの祖父は実は彼の持ち主ではなく、戦災で本当の持ち主の手から離れた本をたまたま入手した、という真相が判明した。
山田真終（やまだ マフィン）
さがんのクラスメイト。テニス部。誰にでも優しい明るい少女で、さがんが想いを寄せる子。意外と胸が大きい。自分の名前にコンプレックスがあり、そのことをからかった平山に対してはむかつくと言う印象を持っている。
ミリオンが「恋のおまじない」と称した生き人形の魔法をかけられたことにより、さがんの言う通りにしか動かないようになってしまった。普段はさがんの「普通通りに生活するように」という命令に従っているが、心がないために「笑う」ことだけはできない。
自意識のようなものはないが、「以前どういうことを思っていたか」「どうやって生活するか」など過去の情報などは持っているため、最低限の生活は問題なく行えている。また、さがんと意識が常にリンクしており、（意識・無意識を問わず）命令や願いを受けるとそれを叶えるために行動しようとする。ただし、バカにされてさがんがほんのちょっと傷ついた程度でさがんの命令を無視して平山に食って掛かったりしたかと思えば、自分にゲーム機を買う際の散財に嘆いていたときは「大丈夫？」と気にかける程度で終わらせているなど、その行動はいささか不安定である。挙句、いつも一人でいることを指摘された際に勝手に「結城君とずっと一緒にいた」と口走った結果、平山などからさがんと付き合っていると思われている。なお、「一緒に寝たい」という密かな願いを読み取って実行しようとしたが、「エロい願いは聞かなくていい」という命令を上書きされた。
母親は別居、父親は仕事で深夜にしか帰ってこないため、常に孤独の毎日を送っている。周囲にそのことがばれるのを嫌がっており、さがんも聞き出すまで知らなかった。
復活したシスの協力を得たことで、無事術から復帰することに成功。その際、実は術が不完全で生き人形状態でも自我がかすかに残ったままであり、当人もその時のことを覚えていることも判明した。そのため、生き人形にされたことに関しても、大事にしてくれたこともあって悪くは思っていない様子。魔法の世界を知ったことで、彼女もまたミリオンに弟子入りする形でかかわることを決める。

### クリスエス学院の生徒・職員
ペトル
新入生。所属はC校舎のトップクラス。引きこもりがち。
魔法の商人協会でお手伝いをしている少年。かなり暗い性格だが、思ったことは率直に言う。ものすごくマイナス思考。質問されることが嫌いで、答えたあかつきには必ず見返りを求めてくる。ルーツ出身の為、魔法を扱うレベルには長けている。
生き人形の魔法を解くためにさがんに呼び出され、彼にクリスエス学院への入学を勧める。基本的にさがんのことは見下しているらしい。
最初の1週間が過ぎた後「もう来ない」といっていたが、親と姉にどやされて結局またやってきた。
スカーレット
C校舎の生徒会長。女性だが意外と力が強い。あまり責任感が強くないのか、誘拐事件が発生したときは面倒事に巻き込まれたことを嘆いていた。
生き人形は狼で、立方体の箱の中に部屋を作っている。
カシス
C校舎の生徒副会長。男言葉で喋る。20代前半とのことだが、正確な年齢は不明。
実技の際にシズクイモを奪取してしまったことに対するお返しとして、さがんや山田を気にかけている。
バルト
C校舎の書記。小柄な少年。
常に無表情なうえ言葉遣いも悪いため、嫌な奴と思われがちであるが、実際はかなり「いい人」で、会って間もないさがんのために反魔法のおまじないを用意するなど、おせっかいレベルである。しかし、感謝をされることにはかなりの嫌悪感を見せる。
セン
C校舎の生徒。
トップクラス所属。好戦的な性格。よく喧嘩を起こす問題児のようだが、本人は否定している。日本人か不明だが、北海道在住。
トップクラスのエロ担当その1。山田を風呂場に突入させ、その視覚をさがんと共有することで風呂場を覗いたりした。そのこともあり、割とさがんとは仲がいい。
術を使う際は、目をつぶって首でリズムを刻む癖がある。
ロディ
C校舎の生徒。
無口で無表情だが、エナ曰く「好戦的な性格」。
トップクラスのエロ担当その2。風呂場覗きをする際「心躍るね」と発言するなど、割とオープンにスケベ。
エナ
C校舎の生徒。
小柄だが冷静な性格で、魔法に関する知識も豊富。「強者の余裕」ともとれる器の広さを持つ。
髪飾りの蝶を副生き人形という2番目の生き人形として有している。
のぞみ
C校舎の生徒。埼玉在住。
かなり好戦的な性格で、言いたいことはずけずけ言う。さがんのことを「悪趣味な変態」と呼んでいる。
シス
トップクラス唯一の老人。教師陣より明らかに年上だが、長年とある魔法使いに従事しており免許は持っていない。生き人形は小鳥だが、密かに蜘蛛を副生き人形にしている。
何十年も従事させられてスペルを継承したときにはもう老人だった上、苦労に見合ったレベルではなかったために師匠を殺害。失った時間を取り戻すため、現実世界で誘拐事件を起こし時間を奪い取っては殺害していた。さがんの町の被害者は全員生存していたため、時間を奪って殺すにはそれなりに手間がかかるらしく少なくとも数週間はかかる。さがんのスペルの威力を知ってからはそのスペルを奪うためにさがんの町近辺で誘拐を行っていた。
トップクラスの生徒たちに隠れ家に踏み込まれた際は老人ゆえの体力不足で途中でドロップアウトしたように見せかけ、自身の蜘蛛を大量コピーしてけしかけた。奪った時間を使って若返った姿で登場、山田を人質にスペルを奪おうとする。人型となったミリオンと戦った結果、返しの弱い術で翻弄された挙句に副生き人形である蜘蛛の足を針で縫いつけられた。相当深くリンクしており、その痛みを数ヶ月味わい続けるという拷問を喰らって敗北。
免許には興味がなく、ギルドを潰すための仲間を探すために学院に所属していた。
後に、自力でリンクの呪いを解除して復活。ミリオンの力に魅了され、技術提供を見返りに協力を求める。ただし、ミリオンからは気持ち悪がられている。

### その他
平山（ひらやま）
さがんのクラスメイト。イケメンだが自己中心的な性格で、一部の生徒から嫌われている。
山田のことが気になっておりメールアドレスを交換したりなど色々アプローチをしていたが、当の山田からは何とも思われていないどころか、むしろ「名前をバカにされてむかつく」とすら思われていた。
ミミム、ミミノ
ミリオンが作り出した自らの分身。細長い影のような姿をしており、多数存在する。呼び方は体色で区別される。
結城愛（ゆうき めぐみ）
さがんの姉。高校3年生。さがんに対して、いつも強い口調と態度で当たる。
モコ
結城家の飼い犬。マルプーのオス。ミリオンを見ることが出来、噛み付くとなかなか離さない。

## 用語
生き人形
特定の生き物に魔法をかけ、自分の思い通りに動かすことが出来るようになったもの。生き人形はその精神は完全に消去されており術者に対して絶対服従であり、また術者の思考も多少読むことが出来る。魔法はその生き物が絶命するまで有効である。また、術者と生き人形は常に感覚がリンクしている。管理等は一体でもかなり大変らしい。
人間を生き人形にすることも規定違反等にはあたらないが、一時期人間の生き人形に対して少年誌には掲載できないようなことを行った人間が多かったらしい。そのため、現在では人間を生き人形にした術者は例外なくドン引きされる。
さがんの生き人形となっている山田は厳密に絶対服従とはいえない行動をとることがあるが、これがさがんの未熟さゆえなのか人間を生き人形にした際の共通事例なのかは不明。
副生き人形として新たに別の生物に術をかけることが出来る。ただし、この場合は昆虫に限定される模様。また、同じ性能の複製を大量に生み出すことが出来る（コピペと呼ばれている）。この複製は本体を止めない限りほぼエンドレスで呼び出すことが出来る。
商人協会（ギルド）
魔法に関する商品を売買したり、企業を運営したりする組織。
クリスエス学院
ギルドによって経営される魔法学校。人間世界での3時間が、学院内では一週間にあたり、生徒は泊まり込みで学ぶ。なお、初日は時差修正のために自由時間となっている。魔法の実力によって割り当てられるクラスが変わる。
トップクラスへの待遇は相当なもので、入学時に支給される道具は家一軒買えるほどの価値がある。
人間世界で魔法絡みの事件が発生した場合、ある程度調査して報告する義務が存在している。
魔法
スペルとリズム+αによって、巨大化・浮遊・不可視化・転移など、不可思議な現象を引き起こす力。
杖（というよりタクト）で魔法ごとに決まったリズムを刻み、スペルを唱えることで発動できる。
場所にまつわる魔法は魔法陣を書き、人を対象とする場合は粘土人形や髪の毛を触媒にする。魔法陣は魔法文字を付け足すことで機能を指定したりすることが出来、粘土は出来によって効力が変わるなどなかなか変動が多い。
ルーツ
魔法使いの家系のこと。使用するスペルはその家系専用のものであるため、基本的に強力である。
スペル
魔導士が魔法を使う時に使う言葉。魔導士によって異なる。
言葉を知っているだけではスペルとしては機能せず、継承という手順を踏む必要がある。ミリオンの場合、ミリオンが認めればその時点で継承が完了する。継承破棄が可能かは不明。
スペルは使用者が少なければ少ないほど強力になるため、ルーツのように限られた人間しか使用者がいないスペルは強く、学院で配布しているスペルは大したことがない。無論、使用者が本人だけであろうミリオンのスペルは極めて強力。
術の威力を強化できる上に恨みを晴らせるという理由から、師匠殺しというものが存在している。そのため、師弟関係は家族以上に強い絆を必要とする。
返し
強力な魔法を使うことにより、その反動が術者に帰ってくること。場合によっては死に至ることもあり、過去には何人もの魔法使いが非業の死を遂げたといわれている。

## 単行本
- 第1巻 ISBN 978-4-7575-2992-2
- 第2巻 ISBN 978-4-7575-3168-0
- 第3巻 ISBN 978-4-7575-3312-7
- 第4巻 ISBN 978-4-7575-3437-7
- 第5巻 ISBN 978-4-7575-3662-3